# Babucha

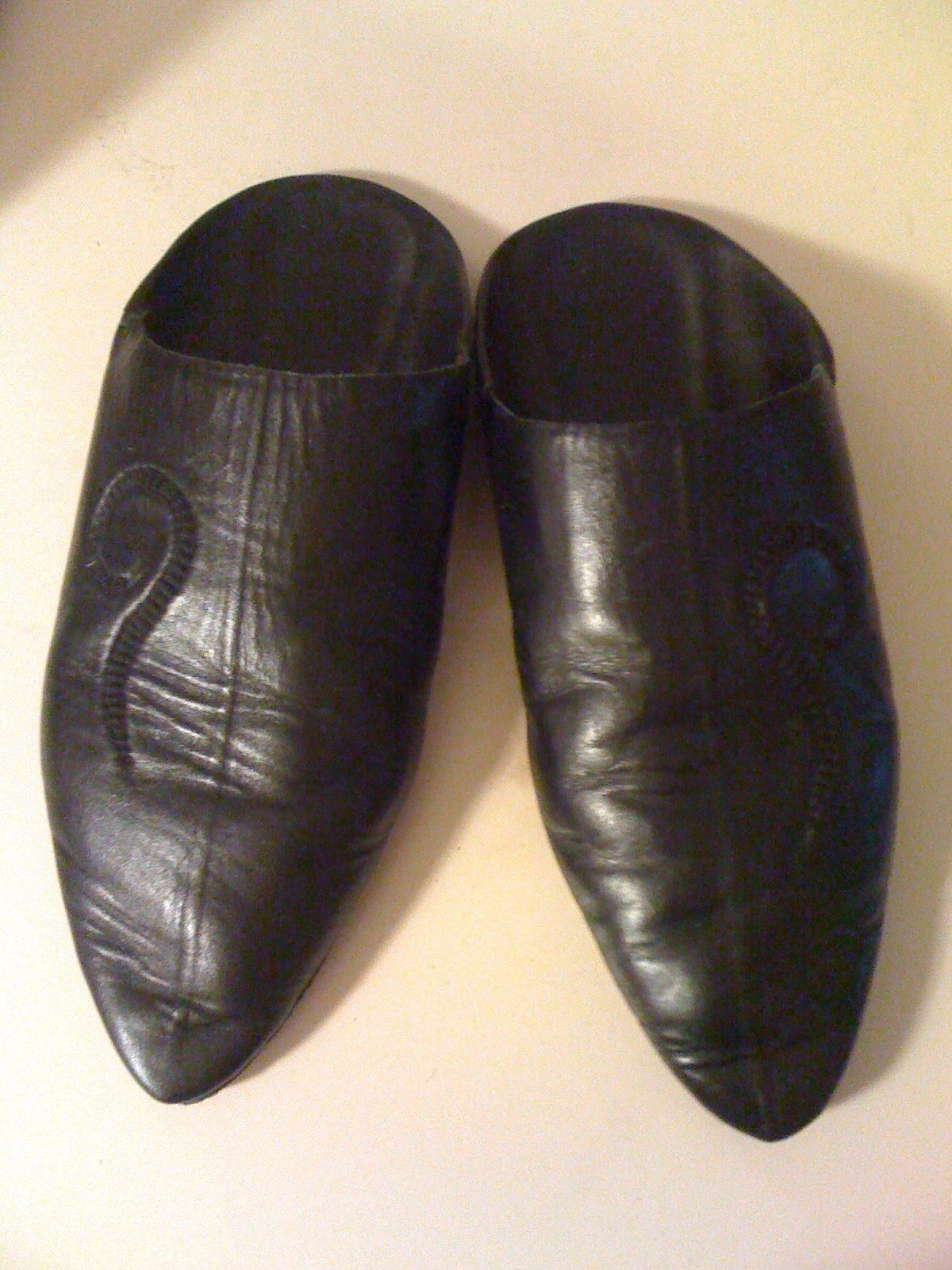
Um par de babuchas marroquinas.

As babuchas são um tipo de calçado tradicional dos países árabes, sob a forma de pantufas de couro, com a ponteira em bico, para usar no exterior.

## Etimologia
O termo "babucha" tem origem no turco pāpuš, que significa “sapato", que por sua vez é proveniente do persa pāpuš پاپوش, que também significa "sapato". Este último é formado a partir de pā, que significa “pé", e puš, que significa "cobrir".
A babucha (em árabe : بلغة balghra /شربيل charbil), surge no século III e era usada pelas mulheres, para esconder as pontas dos pés. Mais tarde, será adotada pelos homens.

## Descrição

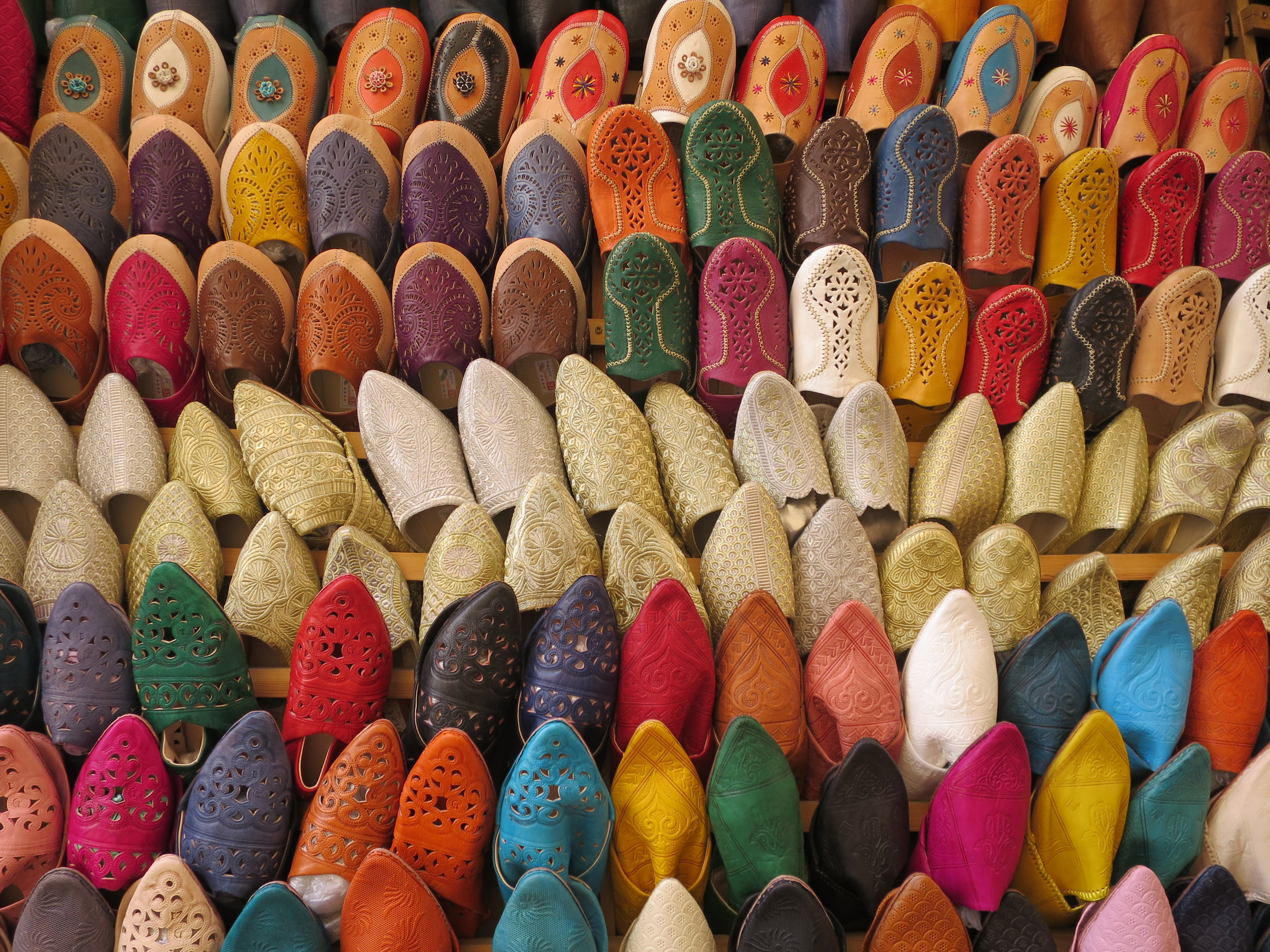
Babuchas de diferentes estilos e cores.

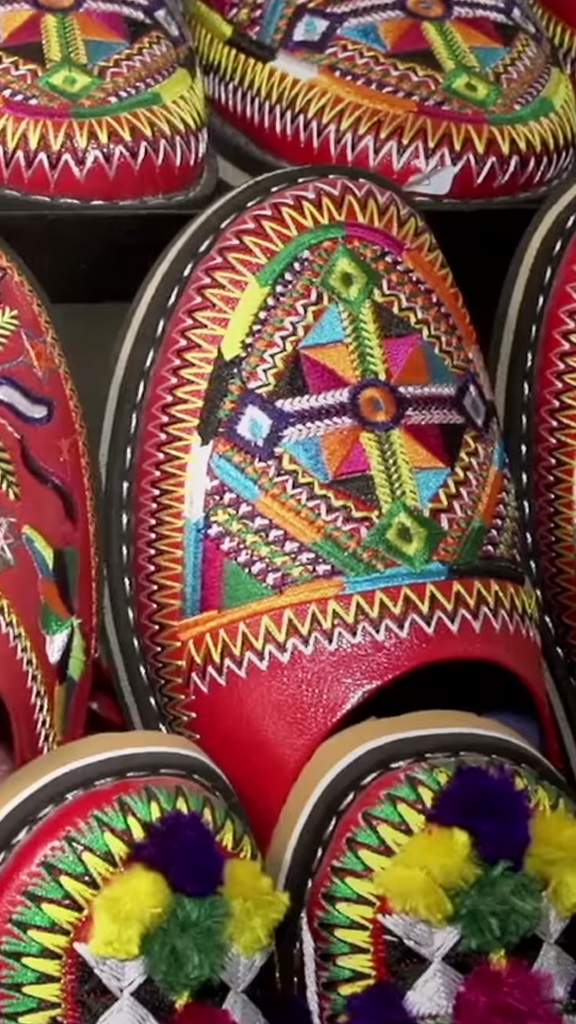
Babuchas xélias, de Ida Ougnidif, para mulher.

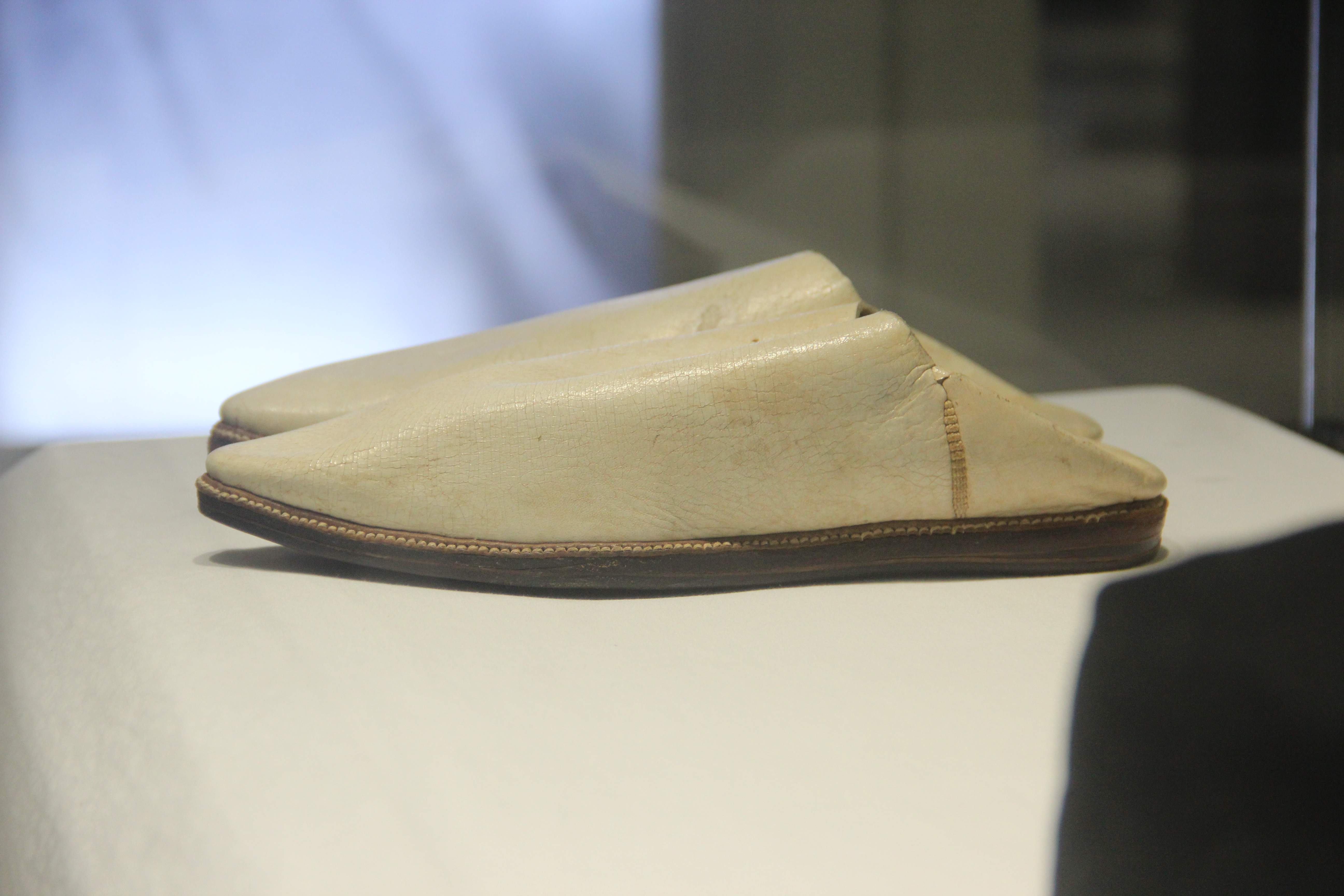
Babouches de Serigne Babacar Sy.

As babuchas são sapatos de couro tradicionais do mundo árabe-muçulmano.
As babuchas dos beduínos podem ou não ter presilhas, têm uma sola fina e não têm salto. Von Richter usa o termo paputschen em alemão e explica que são como pantufas.
As babuchas dos habitantes das cidades diferem das usados pelos beduínos, por serem apenas de enfiar no pé, sem presilhas.
Em França, no século XVII, as senhoras usaram babuchas de salto raso, sola fina, por vezes bordadas e adornadas com pérolas.
As babuchas moderna são plana e leves, e têm uma ponteira fina; não tem presilhas nem salto. Podem ter um aspeto tradicional ou mais sofisticado, e pretendem corresponder às exigências de conforto e de regresso às origens do mundo da moda.
Existem vários tipos de babuchas:
- a balgha
- o besmaq
- a rihya
- o kontra